# Älterer Dalberger Hof

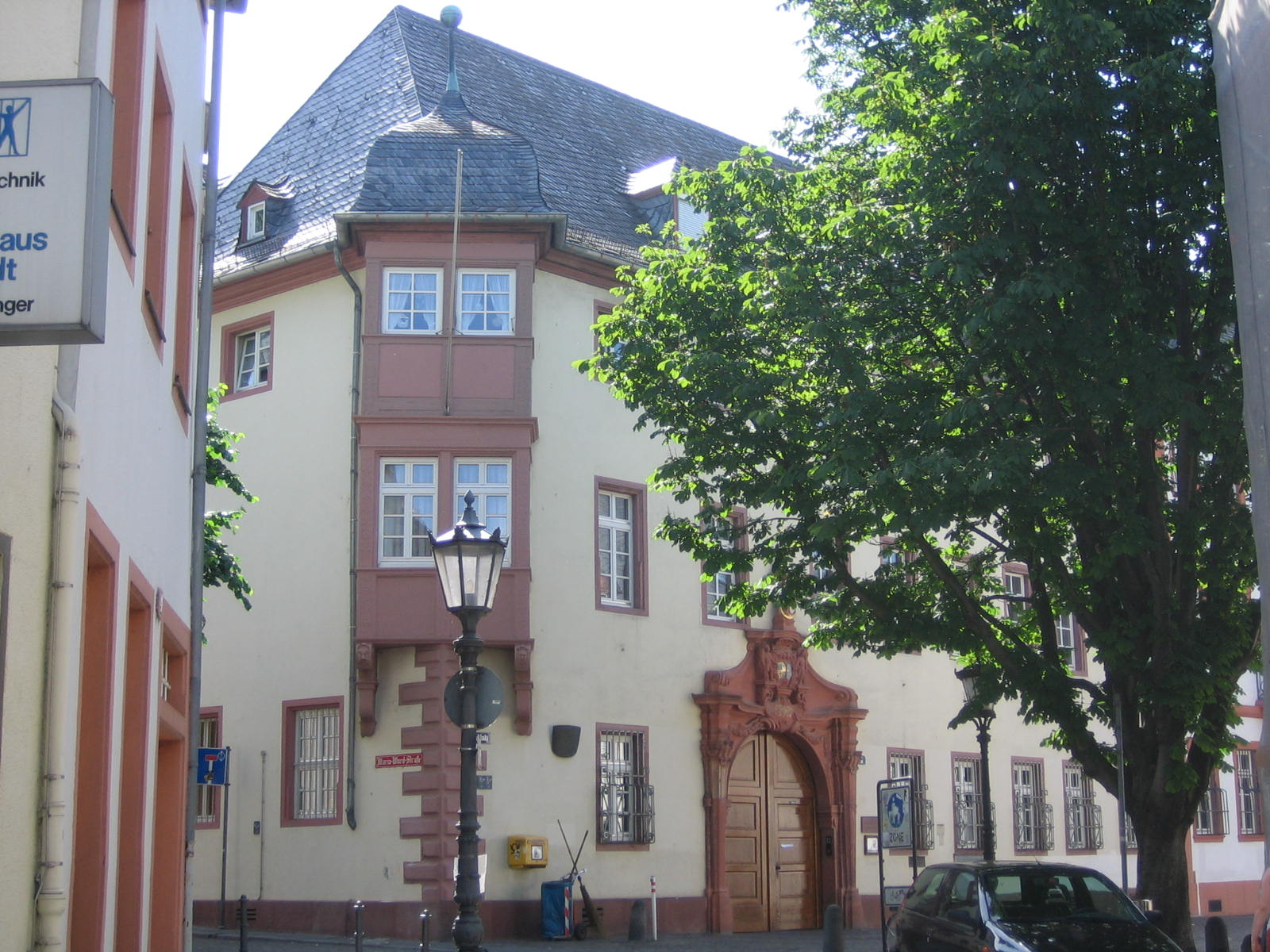
Älterer Dalberger Hof am Ballplatz

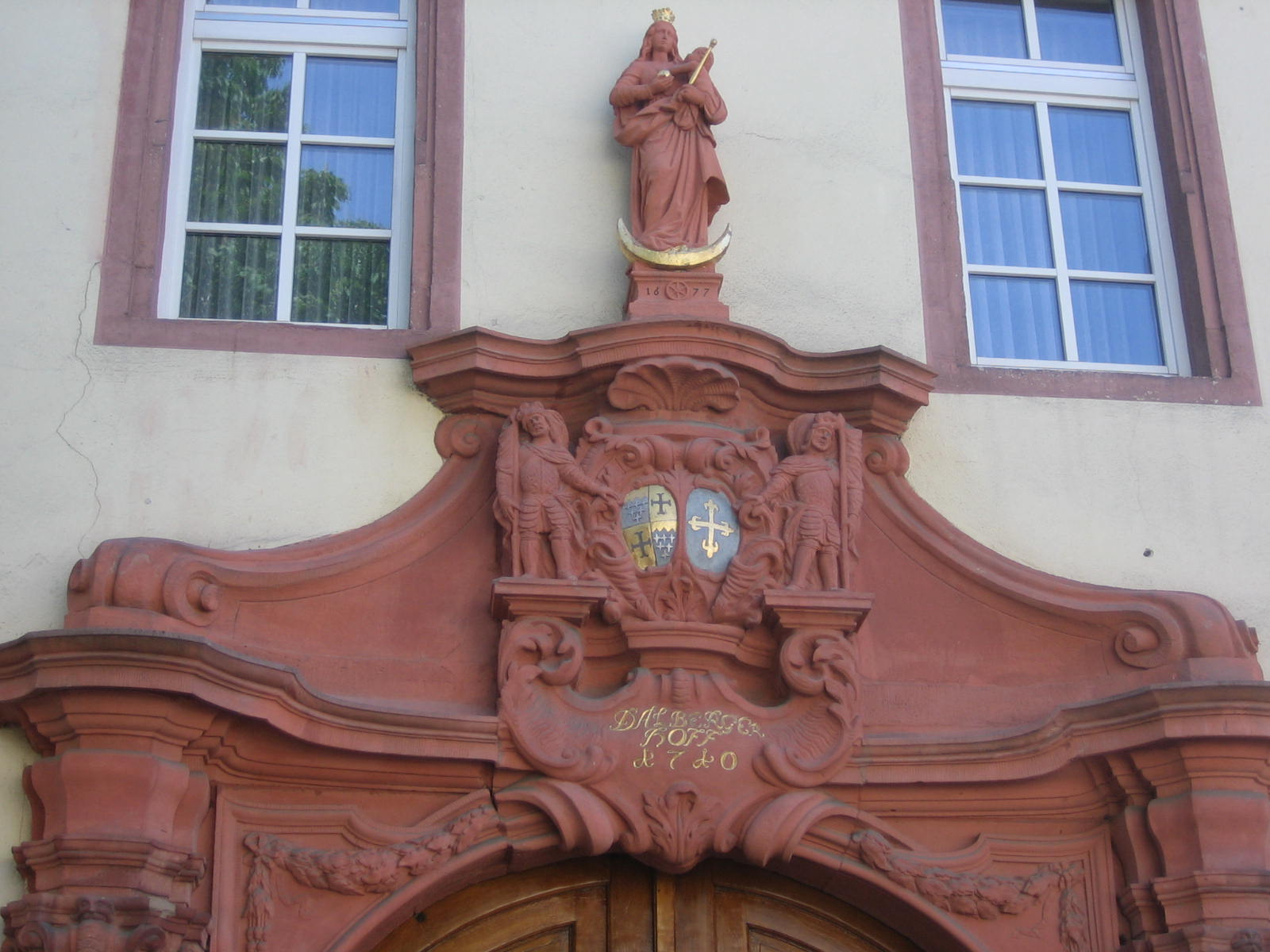
Wappen der Dalberger

Der Ältere Dalberger Hof am Ballplatz in Mainz war der Mainzer Sitz der Freiherren von Dalberg bis zu deren Umzug in den Jüngeren Dalberger Hof im Jahr 1718.
Der Vorgänger des heutigen Gebäudes war der Hof „Zum Roten Haus“. Dieser befand sich seit 1463 im Besitz der Grafen von Eppstein-Königstein und trägt seitdem auch die Bezeichnung Königsteiner Hof. Bis heute hat sich der spätgotische Wohnturm erhalten, in dem sich die ehemalige Kapelle befindet. Der Turm grenzt an den benachbarten Fechenbacher Hof.
Seit 1597 war das Anwesen im Besitz der Freiherren von Dalberg und trägt seitdem auch deren Namen. Zwischen 1609 und 1614 wurde der heutige Renaissancebau errichtet, dessen Eckerker typisch für viele Mainzer Bauten dieser Zeit ist. 1710 wurde das barocke Hauptportal eingefügt, der Einbau des Treppenhauses und die Anlage des rückwärtigen Terrassengartens erfolgten kurze Zeit später. Die Englischen Fräulein übernahmen den Besitz 1846 zusammen mit dem benachbarten Fechenbacher Hof und gründeten dort die einzige heute noch bestehende Mädchenschule in Mainz, die Maria-Ward-Schule.